# Messemé
Messemé é uma comuna francesa na região administrativa da Nova Aquitânia, no departamento de Vienne. Estende-se por uma área de 9,84 km². Em 2010 a comuna tinha 243 habitantes (densidade: 24,7 hab./km²).